# 백석대학교
백석대학교(白石大學校, Baekseok University)는 대한민국 충청남도 천안시에 위치한 사립 대학이다.
1993년에 설립된 기독신학교가 모태로, 2006년 3월 현재의 교명으로 변경하였다. 국문 약칭으로 백석대(白石大), 영문 약칭으로 BU 등을 사용하고 있다. 보수적인 개신교파인 대한예수교장로회(백석)계 대학으로, 신학적으로 보수주의 성향의 개혁주의이다. 1994년 대학으로 개편되어 2022년 기준, 단과대학 설치 없이 13개 학부, 일반대학원과 전문대학원, 6개의 특수대학원으로 구성되어 있다.

## 연혁
백석대학교는 1993년 12월 17일, 학교법인 백산학원의 장종현에 의하여 기독신학교로 설립되었다. 이듬해 3월 1일 개교하고, 12월 2일에 대학으로 개편되며 기독신학대학으로 교명을 변경하였다. 1995년, 기독대학교로 교명을 변경하고, 1996년 천안대학교로 다시 교명을 변경하였다. 2006년 3월 1일, 백석대학교로 교명을 변경하며 현재에 이르고 있다.
2013년, 교육부가 선정 정부지원제한대학에 이름을 올리기도 하였으나, 이듬해 각종 제한에서 해제되었다.

## 교육편제

### 학부
백석대학교는 별도의 단과대학 편성 없이 학부단위를 편성하여 학부 전공을 편제하고 있다. 이에 따라 2022년 기준으로 기독교학부, 어문학부, 사회복지학부, 경찰학부, 경상학부, 관광학부, 컴퓨터학부, 첨단IT학부, 보건학부, 사범학부, 디자인영상학부, 스포츠과학부, 문화예술학부 등 13학부, 10학과, 38전공이 설치되어 있으며, 이 중 간호학과는 독립 학과로 편제되어 있다.

### 대학원
백석대학교의 대학원 과정은 8개의 대학원이 설립되어 있으며, 일반 1개원, 전문 1개원, 특수 6개원으로 구분한다. 일반대학원의 경우 석사과정 1과정을 제공하고 있다. 전문대학원은 기독교전문대학원을 설치하고 있으며, 석사 과정 7과정,박사 과정 11과정을 지원한다.
특수대학원으로 신학대학원, 실천신학대학원, 교육대학원, 보건복지대학원, 상담대학원, 문화예술대학원이 설치되어 있다.

## 캠퍼스 풍경
백석대학교는 충청남도 소재 사립 대학으로, 안서동에 캠퍼스가 위치한다. 바로 옆에 붙어 있는 동일 법인 산하 전문대학인 백석문화대학교와 캠퍼스 및 시설을 공유한다. 약 20여동의 건축물이 위치해 있다. 캠퍼스 서부에 입구가 위치하며, 문암로 등을 통해 캠퍼스 접근이 가능하다.

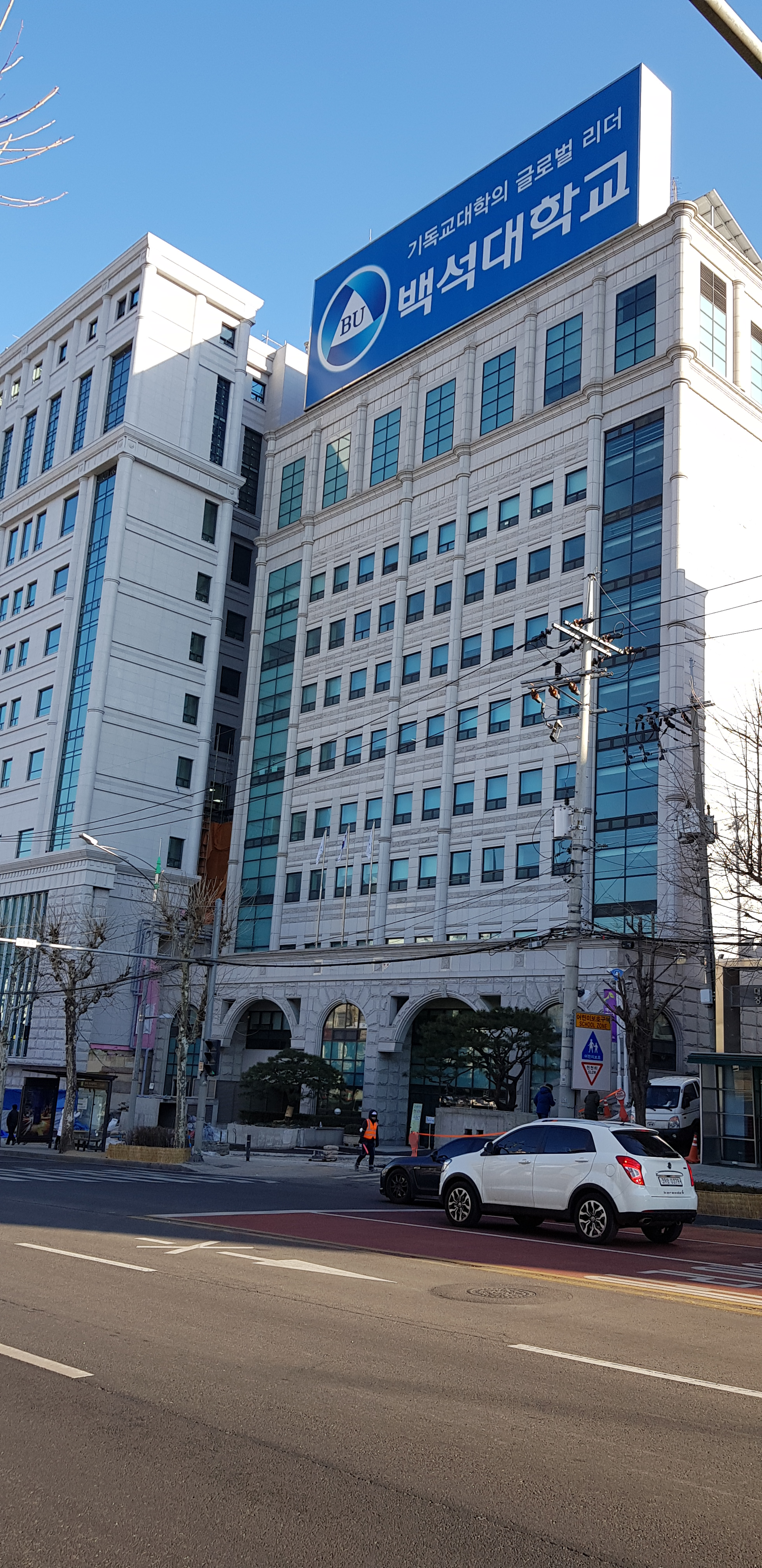
백석대학교 방배동 캠퍼스

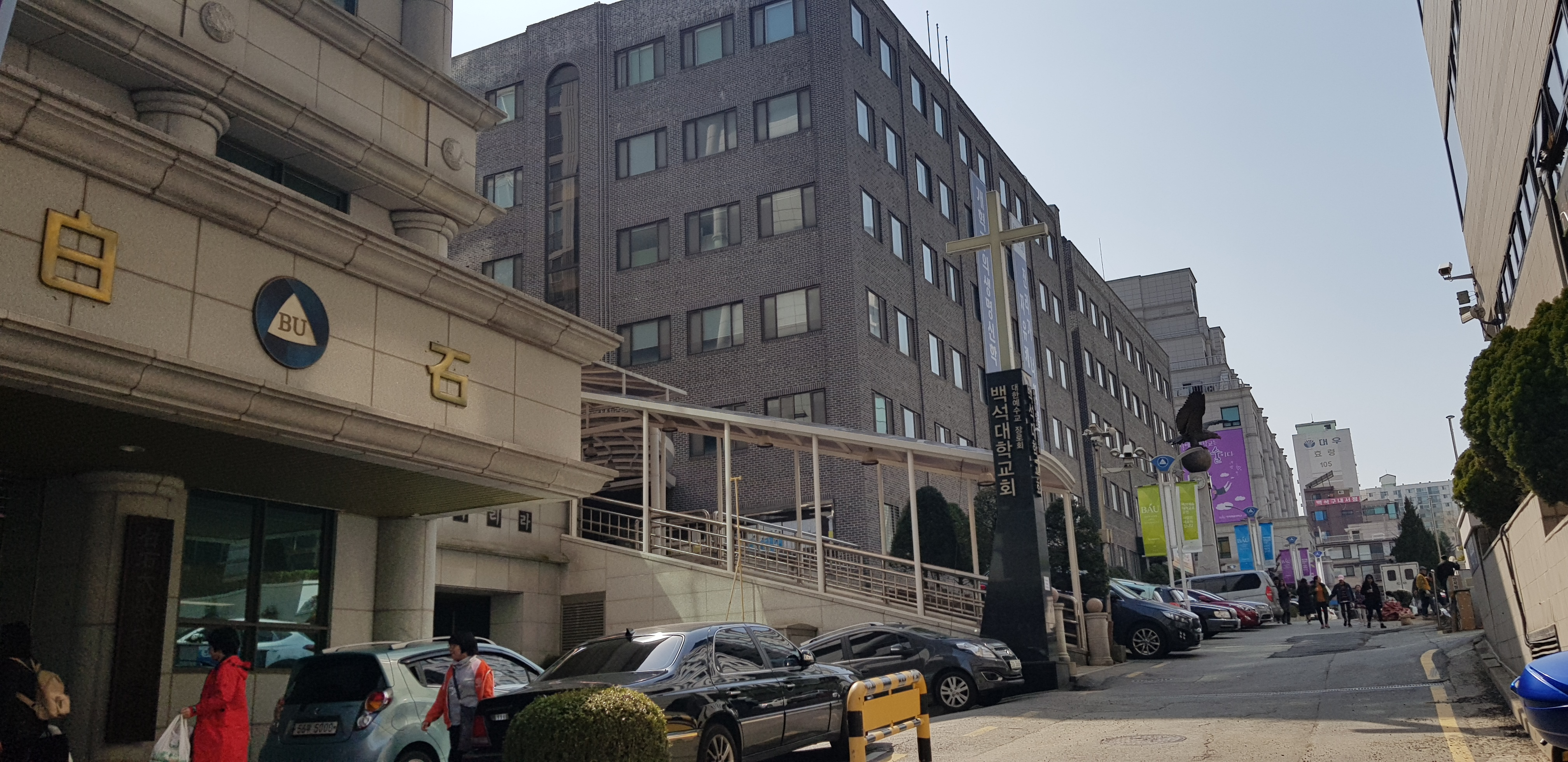
백석대학교 입구 서울 방배동

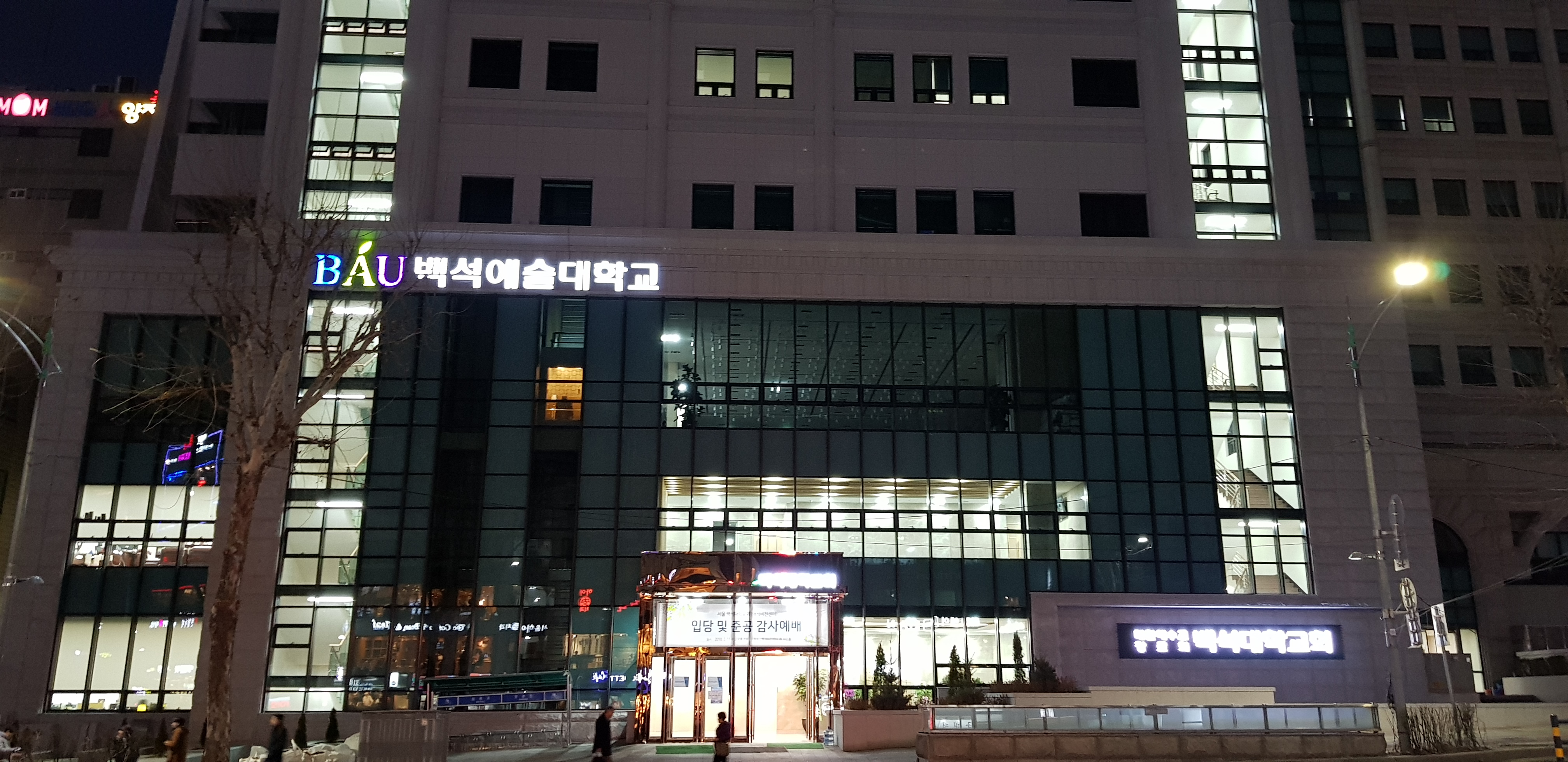
백석대학교 야간모습 서울 캠퍼스

### 주요 건축물
- 본부동: 총장실을 비롯한 백석대학교 대학 운영에 필요한 주요 기관이 있는 건물이다.
- 백석학술정보관: 학문 연구를 지원하는 건물로, 도서관 등이 입주해 있다.
- 백석홀: 백석대학교의 공연장이다.

## 같이 보기
- 백석문화대학교
- 백석예술대학교